# Gorgonie

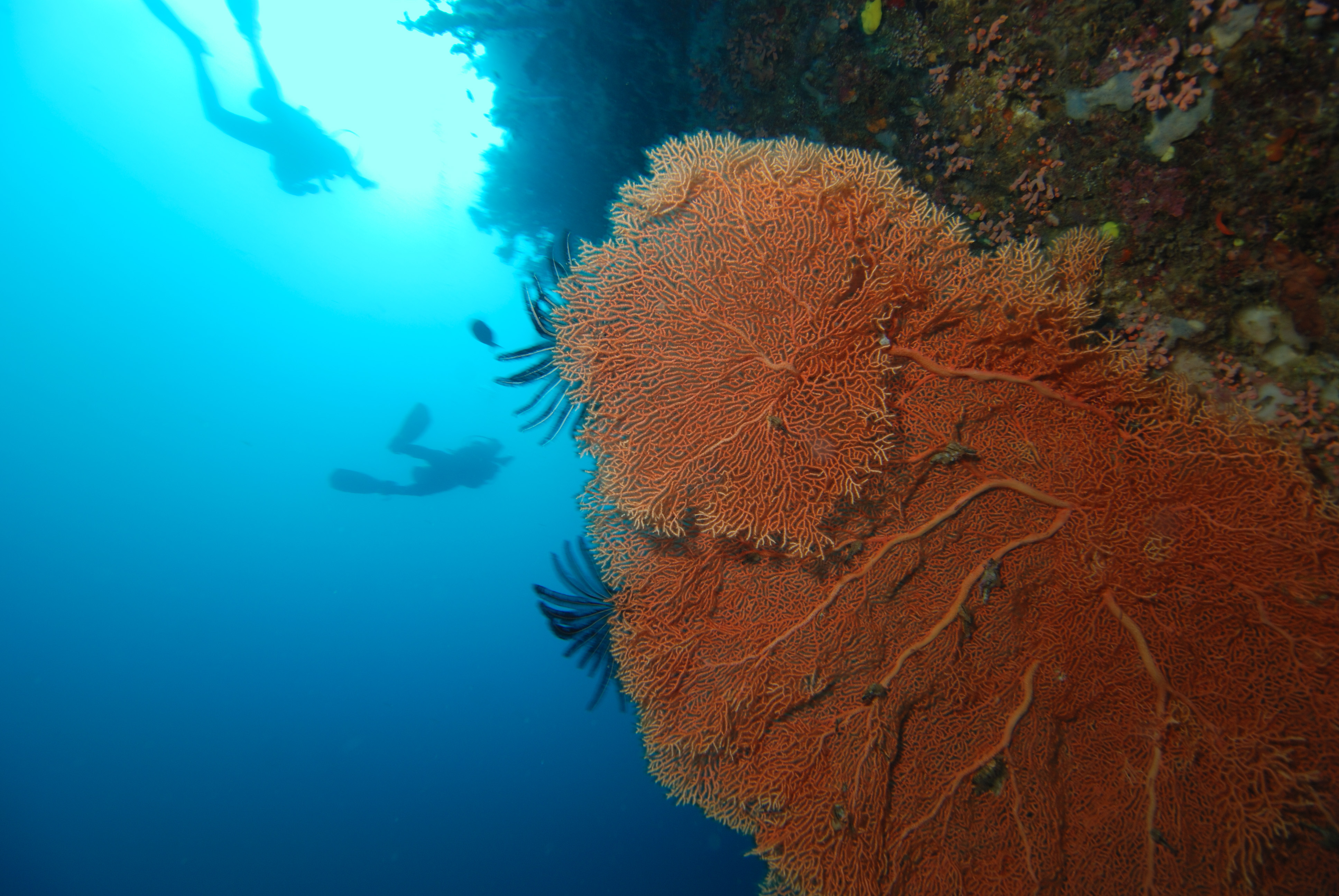
Gorgonie (Subergorgia sp)

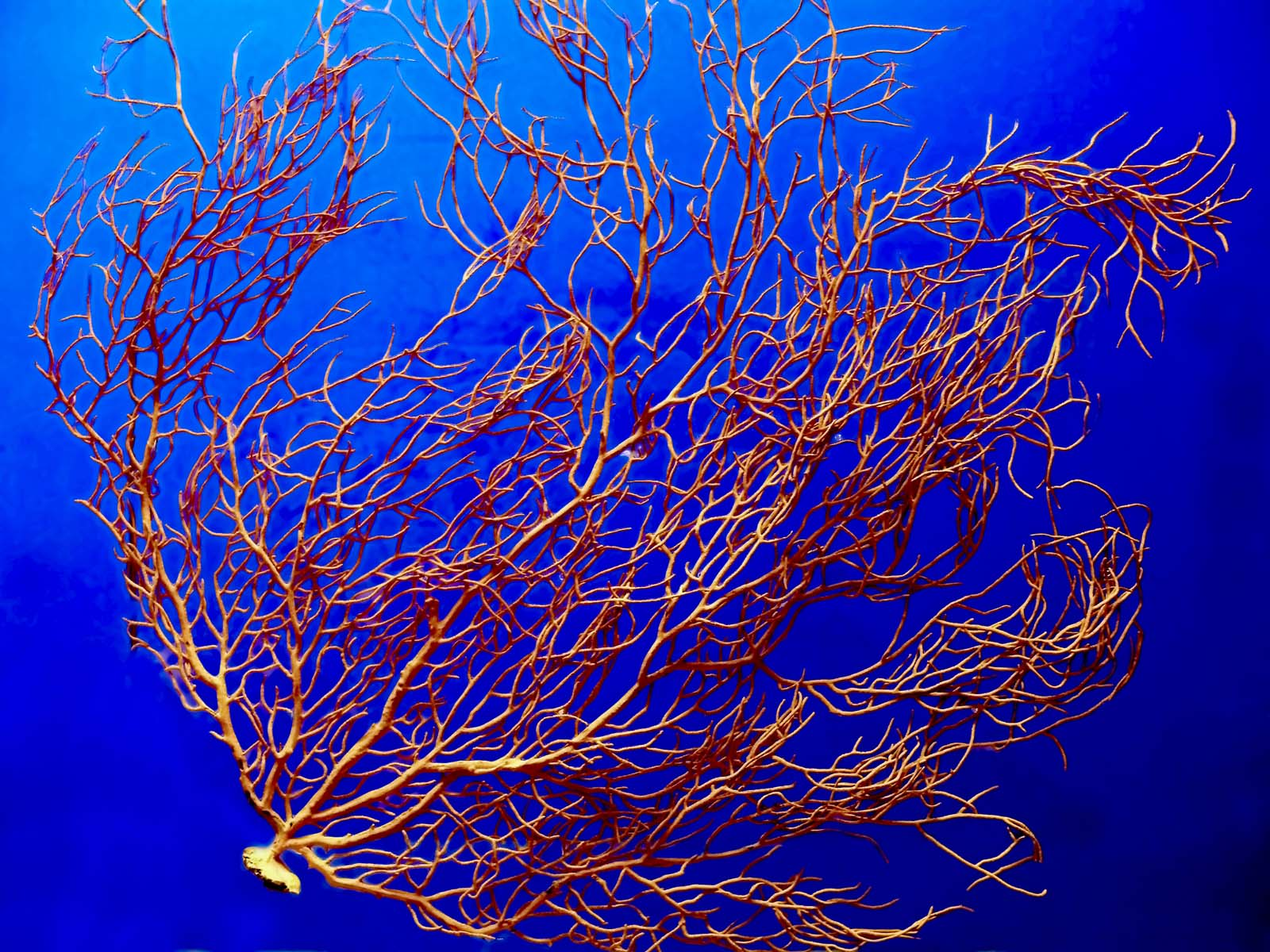
Callogorgia verticallata (Gorgonia)

Gorgonie (łac. Gorgonacea) – organizmy morskie z grupy koralowców ośmiopromiennych. 
Podobnie jak inne koralowce, żyją w ciepłych, dobrze nasłonecznionych wodach, do głębokości 35 metrów, w miejscach gdzie występuje duży ruch wody budują specyficzne rafy. 
Posiadają charakterystyczną budowę szkieletu, pośrednią pomiędzy budową korali miękkich i twardych.
Gorgonie żyją w symbiozie z wyspecjalizowanymi glonami, zooksantellami, które w wyniku fotosyntezy dostarczają im substancji organicznych, a same otrzymują w zamian niezbędne do życia substancje biogenne, jak fosfor czy azot.